# Der Abendhimmel (Bruckner, 1866)
Der Abendhimmel,  WAB 56, ist ein Weltliches Chorwerk, das 1866 von Anton Bruckner komponiert wurde. Es ist die zweite Vertonung des Stücks. 1862 hatte Bruckner eine erste Vertonung des Liedes für Männerquartett komponiert.

## Geschichte
Bruckner komponierte diese zweite Vertonung des „Abendliedes“ Der Abendhimmel am 6. Dezember 1866. Er verwendete erneut den Text von Joseph Christian von Zedlitz, den er bereits 1862 für seine erste Vertonung des Werks verwendet hatte. Bruckner widmete es dem Niederösterreichischen Sängerbund. Das Stück wurde am 17. Dezember 1898 vom Wiener Männergesang-Verein uraufgeführt.
Das Originalmanuskript befindet sich im Archiv der Österreichischen Nationalbibliothek. Es wurde erstmals 1902 als „Zwei Männerchöre“ von Doblinger, Wien zusammen mit dem Vaterlandslied, WAB 92 O könnt' ich dich beglücken veröffentlicht. Das Werk erscheint im Band XXIII/2, Nr. 19 der Gesamtausgabe.

## Musik
Das 38 Takt lange Werk in F-Dur ist für Männerchor a cappella geschrieben. Diese zweite Vertonung von Der Abendhimmel weist mehrere Modulationen und Pausen auf, die für Bruckners spätere Melodien charakteristisch sind.

## Diskografie
Eine Auswahl unter den wenigen Aufnahmen von Der Abendhimmel, WAB 56:
- Guido Mancusi, Chorus Viennensis, Musik, du himmlisches Gebilde! – CD: ORF CD 73, 1995
- Thomas Kerbl, Quartet of the Männerchorvereinigung Bruckner 08, Anton Bruckner – Männerchöre – CD: LIVA 027, 2008
- Jan Schumacher, Camerata Musica Limburg, Serenade. Songs of night and love – CD:  Genuin GEN 12224, 2011